# Gerard Sesé Lara
Gerard Sesé Lara   (Barcelona, 18 d'octubre de 1986) és un periodista i cantautor català nascut a la Vila de Gràcia.
Llicenciat en Ciències Polítiques per la UAB, ha estat periodista polític des dels 18 anys. El 2020 va començar a treballar de cap de premsa del Consell de la República. Com a músic, és autor de l'Himne de la Via Catalana amb Narcís Perich. Ha publicat la discografia de franc, que permet descarregar.

## Discografia
- Sota la Dutxa (PICAP, 2008)
- Ajuda'm a canviar el món (Autopublicat, 2010)[5]
- De peus al Cel (2013)[6]